# Regimiento de Cazadores de Montaña «Galicia» n.º 64

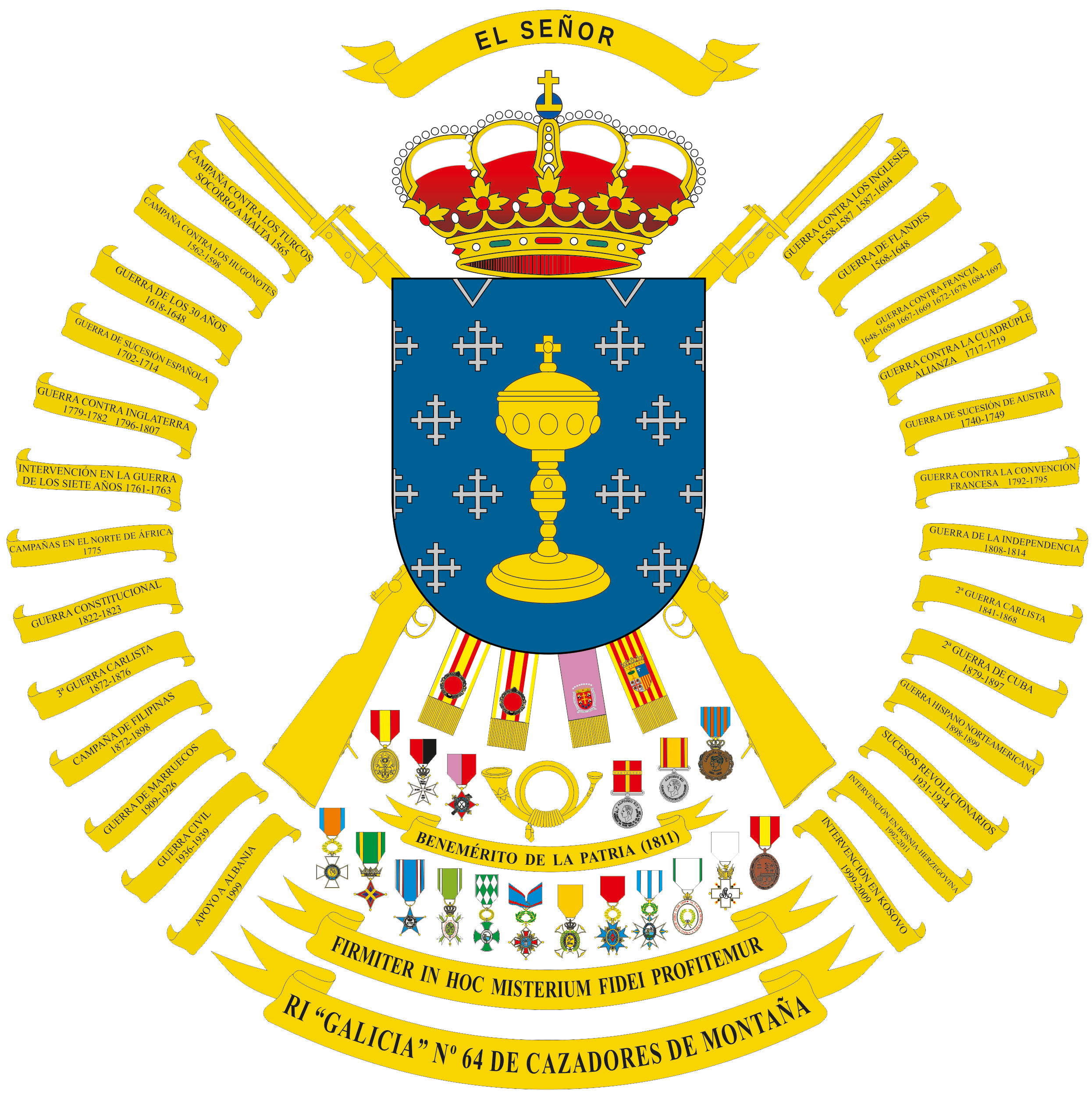
Escudo del Regimiento de Cazadores de Montaña Galicia n.º 64, RCZM-64 (Ejército de Tierra Español).

El Regimiento de Cazadores de Montaña "Galicia" n.º 64 de Jaca (RCZM-64), El Señor, es una unidad de Infantería Ligera del Ejército de Tierra Español, desde 2021 integrada en el Mando de Tropas de Montaña con sede en Pamplona, dependiente de la División «San Marcial» cuyo cuartel general  se encuentra en Burgos. Anteriormente,
desde 2015, estuvo integrada en la Brigada «Aragón» I, antes Jefatura de Tropas de Montaña "Aragón". Se creó en 1560 con el nombre de Tercio de Lombardía. 
Este regimiento está especializado en acciones de montaña y su cuartel está situado en la ciudad de Jaca, a 25 kilómetros del Pirineo central.

## Escudo de armas
En campo de azur, copón de oro cerrado y rematado de cruz, acompañado de ocho cruces paté de plata colocadas en faja, tres, dos, dos y una; bajo la punta una cinta de sinople cargada de la leyenda en sable Misterium Dei Profitemur, versión abreviada del lema Firmiter in Hoc Misterium Fidei Profitemur que se muestra en la versión más ornamentada junto a todas las recompensas recibidas por el regimiento. En todas las versiones el todo timbrado de Coronal Real.
Veneró como patrona a la Virgen del Rosario.

## Historial
El 2 de junio de 1560, se creó el Tercio de Lombardia para combatir en Italia, bajo el mando de Gabriel de la Cueva, gobernador de la plaza de Milán. Su primer Maestre de Campo fue Sancho de Londoño, militar y escritor. Estaba formado por 2 200 hombres encuadrados en diez compañías de infantes, de las que cuatro eran de arcabuceros y las otras seis de piqueros.
Actualmente es una de las unidades militares más antiguas de toda Europa.

### Flandes
Al mando de Sancho de Londoño participó en todas las campañas flamencas y destacó en las acciones de Geminghen, Briele, Mons, Harlen, Hook, Grave, Maestricht, Amberes, París, Ostende y Breda. Pasó revista en Bruselas el 1 de enero de 1632 formando 21 compañías.

### Regreso
Tras la paz de Utrecht en 1713, se instaló en Benavente al mando del Marqués de la Sierra.
Durante el reinado de Felipe V de España (1715) se le agregaron los regimientos gallegos de La Coruña, Lugo y Orense, por lo que recibió su posterior nombre: "Galicia".

### Rebelión Jacobita
En 1719 participó en la expedición a Escocia, organizada para restablecer en el trono de Gran Bretaña a la dinastía de los Estuardo. En junio se unieron a las tropas rebeldes escocesas de Robert Roy McGregor y el día 5 de junio se enfrentaron a las tropas inglesas en las cañadas de Glenshiel. Cuando Rob Roy fue gravemente herido, los clanes escoceses fueron huyendo uno tras otro abandonando a su suerte a las tropas españolas que se rindieron tras tres horas de combates. Fueron llevados a Edimburgo, junto con los supervivientes del asedio al castillo de Eilean Donan y fueron finalmente repatriados en octubre.

### Cuba
El 23 de septiembre de 1825 llegó a La Habana, donde terminó por disolverse al reducirse las fuerzas con guarnición en Cuba.

## Segunda etapa

Escudo del Batallón de Cazadores de Montaña "Pirineos" I/6, unidad integrada en el Regimiento "Galicia".

Fue restaurado el 1 de octubre de 1842 con los batallones II y III del "Ceuta" n.º 54 y 7.º del "Vergara" n.º 57, recogiendo el historial, emblemas y banderas del Antiguo Tercio Viejo de Galicia, y por tanto del Tercio viejo de Nápoles y Milán.

### Guerra de Marruecos
Destacó en la recuperación y pacificación del territorio del protectorado, después del desastre de Annual.

### Guerra civil española
Tras producirse el estallido de la guerra civil española, el Regimiento tomó partido por el bando sublevado, destacando en la batalla de Sabiñánigo, asedio de Huesca y la campaña de Cataluña.

### Posguerra
En octubre de 1939 se le cambió el nombre por el de Regimiento de Infantería de Montaña n.º 19, con lo que se convierte en el heredero de los Viejos Pardos de Aragón, la primera unidad de Cazadores de Montaña.
En 1965 se remodela para llamarse Regimiento de Cazadores de Alta Montaña “Galicia” n.º 64, con los Batallones de Montaña Galicia X, Pirineos XI y Antequera XII y los Batallones de Cazadores de Alta Montaña Pirineos XI y Gravelinas XXV.

## Recompensas más destacadas

Escudo de la Compañía de Esquiadores Escaladores 1/64, unidad de elite también perteneciente al Regimiento "Galicia".

- Privilegio de no rendir sus banderas nada más que ante el Santísimo Sacramento.
- Medalla Militar Colectiva a su Plana Mayor, al 2.º Batallón y al 3.er Batallón en los años 1936 y 1938.
- El 15 de julio de 1967, el Ayuntamiento de Jaca le otorga la Medalla de Oro de la ciudad, que ostenta como corbata en su Bandera.